# Enlacement
 (juillet 2022).
Si vous disposez d'ouvrages ou d'articles de référence ou si vous connaissez des sites web de qualité traitant du thème abordé ici, merci de compléter l'article en donnant les références utiles à sa vérifiabilité et en les liant à la section « Notes et références ».
En mathématiques, l'enlacement est un nombre entier défini pour deux courbes fermées de l'espace ℝ3 sans point double. Il décrit la façon dont ces deux courbes sont enlacées, liées l'une par rapport à l'autre. Il fut défini pour la première fois par Gauss.
Si on peut séparer les deux courbes en les déformant sans les couper, alors l'enlacement des deux courbes vaut zéro. La réciproque est fausse.

## Calcul de l'enlacement
Il existe plusieurs façons de calculer l'enlacement de deux courbes
{\displaystyle {\mathcal {C}}_{1}} et {\displaystyle {\mathcal {C}}_{2}}. La plus simple consiste à projeter les deux courbes sur un plan en conservant en mémoire à chaque croisement les positions relatives des deux brins (on obtient alors un diagramme d'entrelacs). On donne à chaque courbe une orientation (sens de parcours) arbitraire et on considère les croisements d'une courbe avec l'autre, en oubliant les éventuels croisements d'une courbe avec elle-même. On affecte à chaque croisement un indice {\displaystyle \pm 1} comme défini ci-dessous (seules ces deux situations sont possibles) :
|                    |  |                    |
| {\displaystyle +1} |  | {\displaystyle -1} |

Et on définit alors l'enlacement comme la demi-somme des indices de
tous les croisement de {\displaystyle {\mathcal {C}}_{1}} avec {\displaystyle {\mathcal {C}}_{2}}.
Si on change l'orientation d'une courbe, le signe de l'enlacement est changé.
Gauss a également montré qu'on peut calculer l'enlacement des deux courbes à partir d'une paramétrisation {\displaystyle s\in S^{1}\to \mathbf {r} _{i}(s)} des courbes {\displaystyle {\mathcal {C}}_{i}}, où {\displaystyle S^{1}} désigne le cercle unité. On a alors la formule :
{\displaystyle \mathrm {Enl} ={\frac {1}{4\pi }}\int _{{\mathcal {C}}_{1}}\int _{{\mathcal {C}}_{2}}{\frac {\mathbf {r} _{1}-\mathbf {r} _{2}}{\|\mathbf {r} _{1}-\mathbf {r} _{2}\|^{3}}}\cdot (d\mathbf {r} _{1}\times d\mathbf {r} _{2}).\qquad (1)}
Cette formule possède une interprétation physique en considérant que {\displaystyle {\mathcal {C}}_{2}} délimite une surface et que {\displaystyle {\mathcal {C}}_{1}} est parcourue par un courant électrique. L'intégrale double (1) correspond alors à la circulation le long de {\displaystyle {\mathcal {C}}_{2}} du champ magnétique créé par le courant parcourant {\displaystyle {\mathcal {C}}_{1}} et donné par la loi de Biot et Savart. L'enlacement correspond au flux de courant traversant la surface limitée par {\displaystyle {\mathcal {C}}_{2}}. L'égalité entre ces deux quantités résulte de la forme intégrale du théorème d'Ampère.

## Enlacement d'un ruban
On peut parler de l'enlacement d'un ruban (en) fermé en considérant les deux bords du ruban comme courbes. Dans ce cas, l'enlacement du ruban peut se décomposer en deux termes : l'entortillement de son axe {\displaystyle \mathrm {Ent} } et sa torsade {\displaystyle \mathrm {Tor} }. Le théorème de Călugăreanu-Pohl-White affirme que

## Application en biologie
L'enlacement a été utilisé pour caractériser l'enroulement des deux brins en double hélice de l'ADN. Le théorème (2) est utilisé pour caractériser l'influence des déformations géométriques de l'ADN sur le surenroulement.